# نبرد خودکار

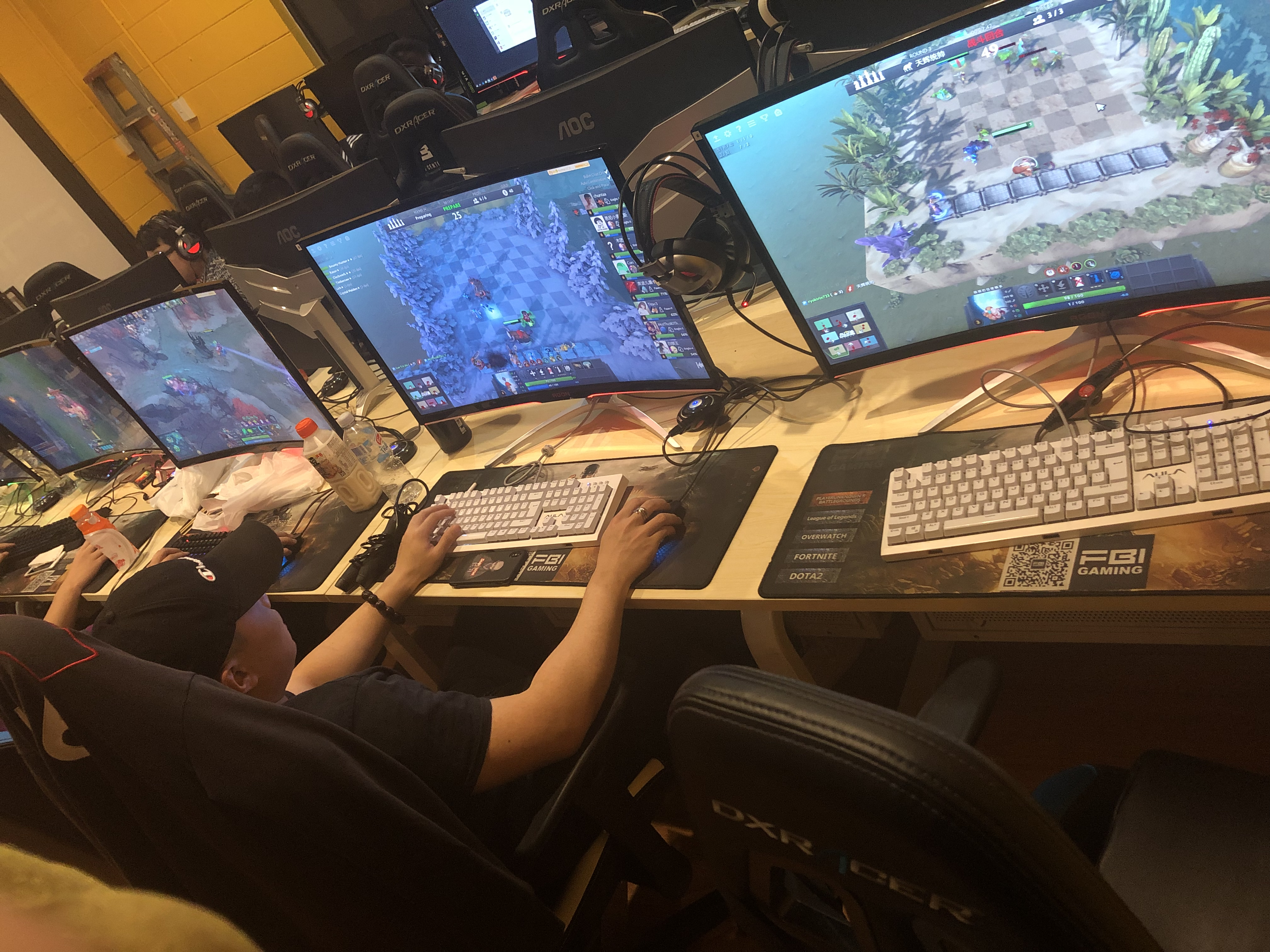
نبرد خودکار

عنوان نبرد خودکار یا شطرنج خودکار به تنهایی توضیح مناسبی از آنچه در این نوع بازی خواهید دید نیست! این سبک بازی همراه با استقبال کاربران، در مسیر توسعه بزرگتری توسط شرکت‌های معروفی مانند valve قرار گرفت. این بازی در شاخه استراتژیک (و معمولاً آنلاین) قرار دارد.

## روند بازی
در این نوع بازی، بازیکن در میدان نبرد با سر شاخ شدن نیروهای خود با حریف و غالباً به شکل نبردهای یک به یک بین نیروهای خودی و دشمن مبارزه می‌کند. در این نوع بازی قوانین متفاوتی از طرف طراحان بازی در نظر گرفته می‌شود؛ اما معمولاً چند قانون در این نوع بازی ثابت است. معمولاً دشمان به‌صورت خودکار بازی کرده و انتخاب حریف به‌صورت تصادفی یا با توجه به لیگ بازیکنان انجام می‌شود. همچنین بخش آماده شدن برای نبرد، معمولاً شامل قسمتی است که بازیکن می‌تواند چیدمان خود را با توجه به فاکتورهای آن بازی تعیین کند.
همان‌طور که از نام بازی پیداست، بازی در یک صفحه شطرنجی شکل و به‌صورت نوبتی انجام می‌شود. بازیکنان به نوبت مهره‌های خود را که دامنه و نوع حرکت بسیار متفاوت با شطرنج دارند را حرکت داده و در موقعیتی مناسبی برای استراتژی کلی پیروزی قرار می‌دهند. مهره‌ها که اصلاحا به آن‌ها مینیون نیز گفته می‌شود در نبردهای یک به یک با مینیون‌های حریف مبارزه می‌کنند.
در انتها استراتژی کلی بازیکن و مینیون‌های باقی مانده منجر به مشخص شدن نتیجه بازی می‌شود.

## تاریخچه
ریشهٔ نبرد خودکار را می‌توان در یک حالت از Dota 2 به نام Dota Auto Chess یافت که در اوایل سال ۲۰۱۹ محبوبیت بیشتری بین بازیکنان یافت.

## جذابیت‌ها
ویژگی اصلی در ژانر نبرد خودکار دربارهٔ دادن ابزارهایی به بازیکنان برای اجرای «مبارزات حماسی» با «شخصیت‌های قهرمانی معروف» و «مبارزه با حریفان» در زمین‌های بازی «مبتنی بر شبکه» (آنلاین) است.
غالباً نبردها به‌صورت خودکار انجام می‌شود و نقش بازیکن انتخاب تکنیک چیدمان مینیون‌ها و تعیین استراتژی چیدمان نیروهاست.
در این حالی که نیاز بازیکن به واکنش سریع کمتر شده‌است؛ او می‌تواند از هیجان نبرد استراتژیک لذت ببرد.
همچنین علاقمندان به بازی‌های آنلاین برای مشاهده بازی سایر بازیکنان (استریمینگ) تمایل زیادی به این ژانر نشان داده‌اند.

## محبوب ترین‌ها
در سال ۲۰۲۲ نیز مانند سال قبل همچنان بازی Auto Chess و [./https://en.wikipedia.org/wiki/Teamfight%20Tactics Team Fight Tactics] و Hearthstone Battlegrounds پر طرفدارترین بازی‌های این سبک بوده‌اند.